# Sycozoa melopepona
Sycozoa melopepona är en sjöpungsart som beskrevs av Monniot 1975. Sycozoa melopepona ingår i släktet Sycozoa och familjen Polycitoridae. Inga underarter finns listade i Catalogue of Life.